# والبورگ
والبورگ (به فرانسوی: Walbourg) یک کمون در فرانسه است که در Canton of Wœrth واقع شده‌است.

## خصوصیات
والبورگ ۵٫۳۳ کیلومترمربع مساحت و ۱٬۰۹۹ نفر جمعیت دارد و ۱۶۵ متر بالاتر از سطح دریا واقع شده‌است.